# Conchopoma
Conchopoma is een geslacht van uitgestorven longvissen dat leefde tijdens het Carboon en het Perm. Er zijn fossielen gevonden in de Verenigde Staten.
De typesoort Conchopoma gadiforme werd in 1868 benoemd door Rudolf Kner. Andere soorten zijn Conchopoma edesi Denison 1969, Conchopoma arctatum (Cope 1877) Schultze 1975 en Conchopoma exanthematicum (Cope 1873) Schultze 1975.
Het geslacht heeft een vrij korte kop. De tandplaat op het basihyale is groot. Er liggen lateraallijnen op de binnenzijde van de huidplaten. Een zone vóór de oogkas is niet verbeend.